# Brasidas

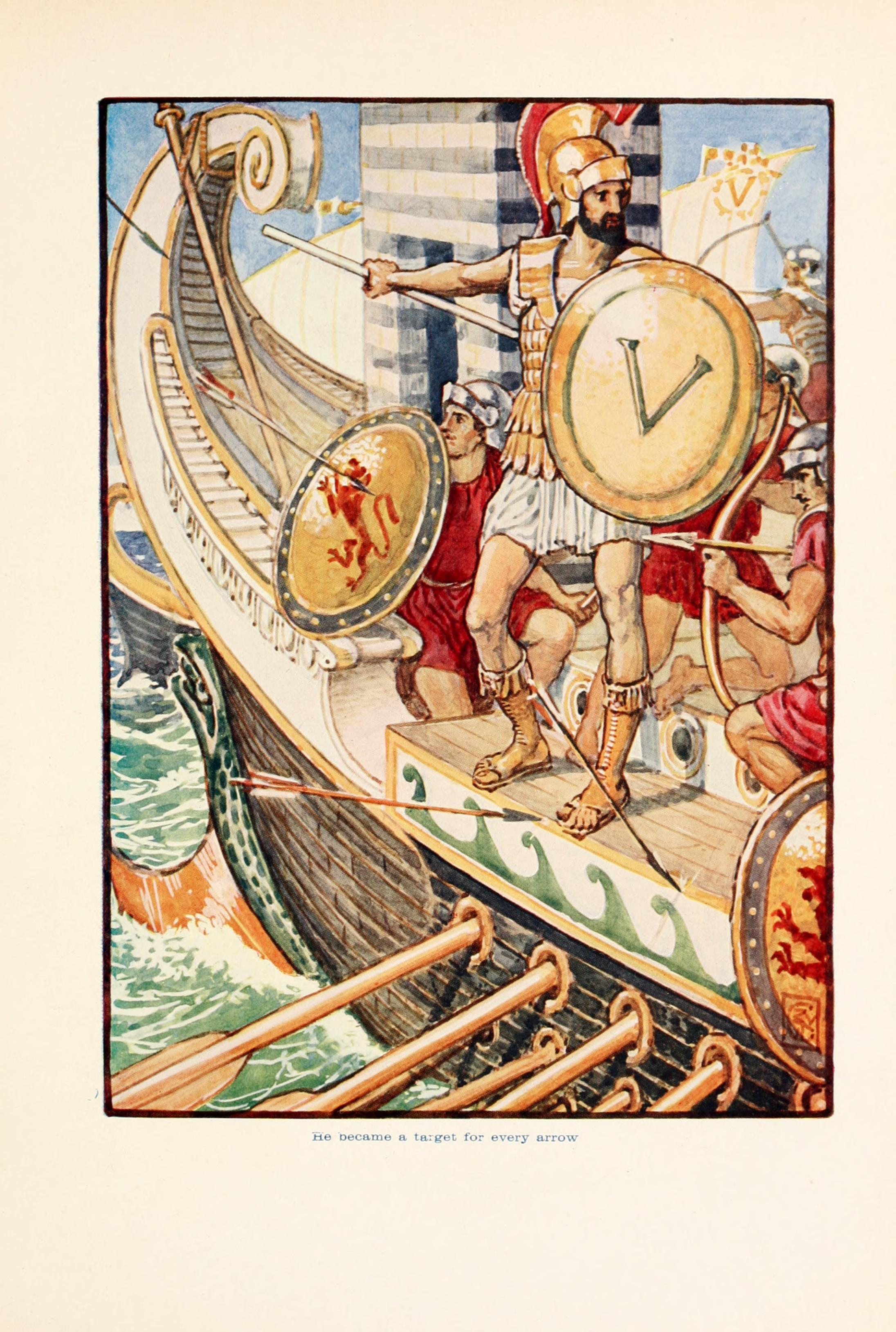
Brasidas

Brasidas var en spartansk fältherre i peloponnesiska kriget (431 f.Kr.-404 f.Kr.), sändes 424 f.Kr till Chalkidike och Makedonien för att bringa därvarande kolonier till avfall från Aten och slog 422 f.Kr. den atenska hären vid Amfipolis. Vid detta tillfälle blev han svårt sårad och dog strax därefter. Sparta hedrade honom som en hero och hans minne firades årligen där och i Amfipolis genom offentliga tävlingslekar, kallade brasideia.